# Leucothoe alata
Leucothoe alata är en kräftdjursart som beskrevs av J. L. Barnard 1959. Leucothoe alata ingår i släktet Leucothoe och familjen Leucothoidae. Inga underarter finns listade i Catalogue of Life.